# 마델라인 로빈슨

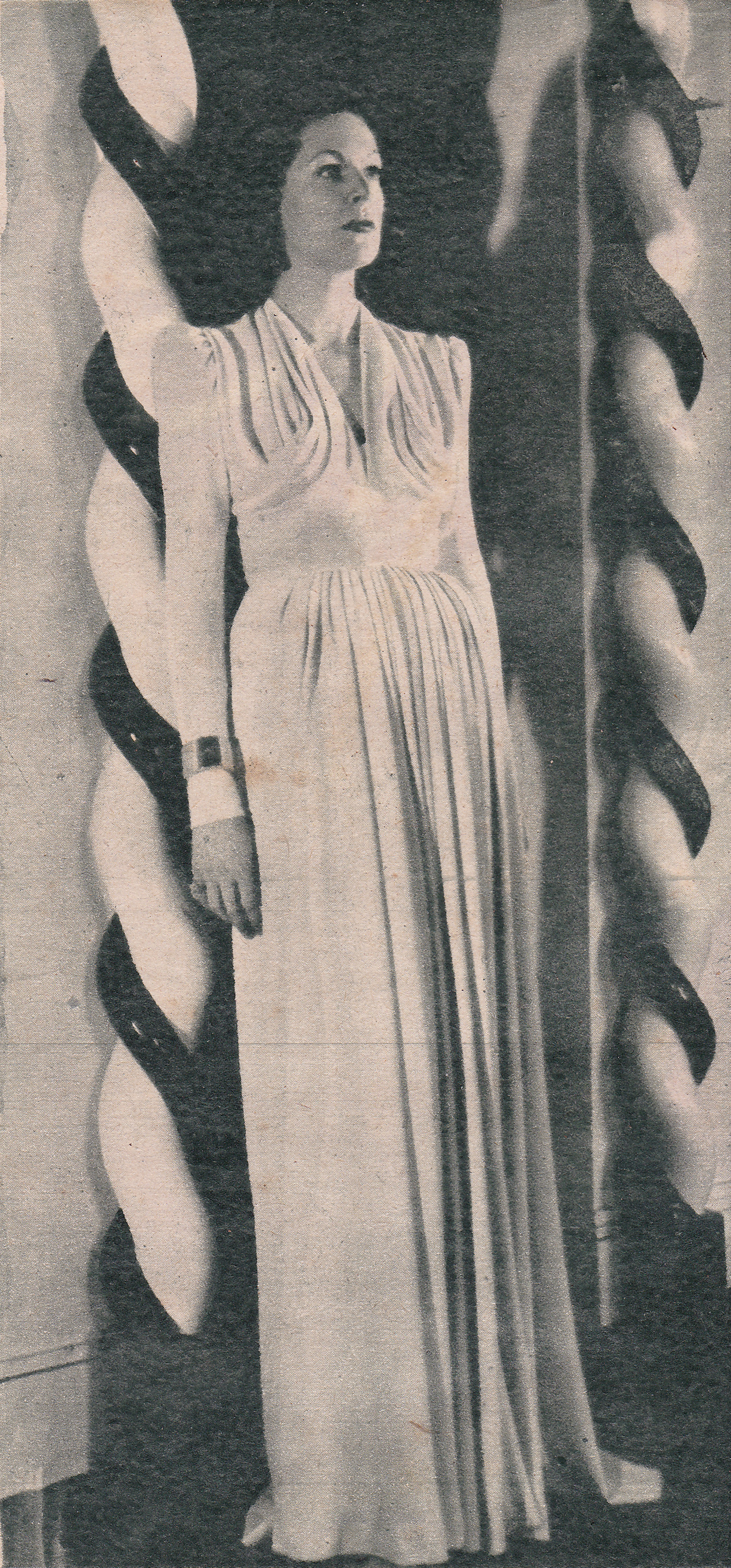

마델라인 로빈슨(Madeleine Robinson, 1917년 11월 5일 ~ 2004년 8월 1일)은 프랑스의 영화배우이다.
파리에서 태어났으며 로잔에서 사망하였다.

## 영화
- 까미유 끌로델 (1988년)
- 어떤 이혼녀 (1978년)
- 어 뉴 월드 (1966년)
- 카프카의 심판 (1963년)
- 프랑스식 십계 (1962, Le Diable et les Dix Commandements)
- 레다 (1959년)
- 늑대 (1957년)
- 온 트리얼 (1954년)
- 신은 인간을 필요로 한다 (1950년)
- 아름답고 작은 해변 (1949년)
- 부퀜퀑 형제 (1948년)
- 여름의 빛 (1943년) - 미쉘 역
- 두스 (1943년)
- 여학생 기숙사 소동기 (1936년)